# Баткатлы
Баткатлы — река в России, течёт по территории Баймакского района Республики Башкортостан. Устье реки находится в 658 км по правому берегу реки Сакмара. Длина реки составляет 16 км.

## Данные водного реестра
По данным государственного водного реестра России относится к Уральскому бассейновому округу, водохозяйственный участок реки — Сакмара от истока до впадения реки Большой Ик. Речной бассейн реки — Урал (российская часть бассейна).
Код объекта в государственном водном реестре — 12010000512112200004945.